# Franz Joseph, Prinț de Hohenzollern-Emden
Franz Joseph Maria Ludwig Anton Thassilo Prinz von Hohenzollern-Emden (în română: Principele Francisc Iosef de Hohenzollern-Emden; n. 30 august 1891, Heiligendamm⁠(d), Republica Democrată Germană, Germania – d. 3 aprilie 1964, Tübingen, Republica Federală Germania, Germania) a fost un membru al ramurii romano-catolice a Casei de Hohenzollern. S-a născut ca prințul Franz Joseph de Hohenzollern și a adoptat numele de familie Prinz von Hohenzollern-Emden în 1933.

## Tinerețe
Franz Joseph s-a născut în stațiunea maritimă Heiligendamm din Marele Ducat de Mecklenburg-Schwerin, ca al doilea fiu al lui Wilhelm, Prinț de Hohenzollern și al prințesei Maria Teresa de Bourbon-Două Sicilii. A avut un frate geamăn, Frederic, Prinț de Hohenzollern, care s-a născut cu câteva minute înaintea lui.

## Cariera militară
În timpul Primului Război Mondial Franz Joseph a servit în Marina Imperială Germană (Kaiserliche Marine) ca ofițer torpilor II pe crucișătorul ușor SMS Emden în Bătălia din insulele Cocos. Emden SMS a capturat un număr record de nave britanice și, ca urmare, toți cei care au servit acolo, inclusiv Franz Joseph, au avut dreptul să adauge numele navei la sfârșitul numelor lor de familie. Ca urmare a faptului că Germania a transformat titlurile nobiliare în nume de familie în 1919, el a devenit Franz Joseph Prinz von Hohenzollern-Emden.
În 1925 Franz Joseph a scris o carte de memorii despre perioada în care s-a aflat în serviciul naval, Emden: Meine Erlebnisse auf S.M. Schiff Emden (Leipzig: Eckstein, 1925), care a fost tradusă în limba engleză și publicată cu titlul Emden: My Experiences in S.M.S. Emden (retipărită sub titlul Emden: The Last Cruise of the Chivalrous Raider, 1914, Brighton: Lyon, 1989, ISBN: 0-904256-45-6).
Prințul Franz Joseph a deținut grade militare onorifice în Forțele Navale Române. În timpul celui de-al Doilea Război Mondial, principele Francisc Iosef de Hohenzollern, fratele principelui Friedrich de Hohenzollern și comandor „à la suite” al Marinei Regale Române, a fost înălțat pe 30 august 1941 la gradul de contraamiral „à la suite” al Marinei Regale Române „cu ocazia împlinirii vârstei de 50 ani, pe data de 30 August 1941, a Alteței Sale Regale Principele Friederich de Hohenzollern, cât și pentru strângerea cât mai mult a legăturii între armata română și Familia Domnitoare, precum și între cele două națiuni” (potrivit raportului nr. 44.362 din 28 august 1941 al ministrului apărării naționale, gen. Iosif Iacobici).

## Membru al Partidului Nazist
În 1933 Franz Joseph a devenit membru al SS (număr de membru 276.691). La 1 aprilie 1936 el a devenit membru cu drepturi depline al NSDAP cu numărul de membru 3.765.580. În calitate de nobil romano-catolic de prim rang și de rudă apropiată a dinastiilor Habsburg, Bourbon și Saxonia, Franz Joseph a contribuit mult la creșterea respectabilității Partidului Nazist.
În perioada 1939-1944 Franz Joseph a comandat o baterie antiaeriană de marină la baza navală Cuxhaven. În iunie 1944 el a fost eliberat din serviciul activ. În noiembrie 1944 a fost exclus din SS, împreună cu alți ofițeri naziști din clasa superioară, al căror devotament a devenit suspect în circumstanțele aproape sigure ale înfrângerii germane. Într-o scrisoare adresată lui Heinrich Himmler în 3 ianuarie 1945, Franz Joseph a susținut devotamentul său continuu față de cauza nazistă și a cerut fără succes să fie reprimit în SS.

## Căsătoria și familia
În 25 mai 1921 Franz Joseph s-a căsătorit cu prințesa Maria Alix a Saxoniei, o fiică a fostului rege Frederic August al III-lea al Saxoniei și a arhiducesei Louise, prințesă de Toscana . Fratele său geamăn era căsătorit cu sora prințesei Maria Alix, prințesa Margarete Karola a Saxoniei.
Franz Joseph și Maria Alix au avut patru copii:
1. Karl Anton Friedrich Wilhelm Ludwig Maria Georg Manuel Rupprecht Heinrich Benedikt Tassilo Prinz von Hohenzollern-Emden: s-a născut în 28 ianuarie 1922 la München (Bavaria, Germania) și a murit în 3 noiembrie 1993 la Hechingen (Baden-Württemberg, Germania); s-a căsătorit la Roma (Italia) în 15 august 1951 cu Alexandra Afif (16 noiembrie 1919 - 26 iunie 1996)[5][6]
2. Meinrad Leopold Maria Friedrich Christian Ferdinand Albert Prinz von Hohenzollern-Emden: s-a născut în 17 ianuarie 1925 la Sigmaringen (Baden-Württemberg, Germania) și a murit în 9 septembrie 2009 la Murnau Hechendorf (Germania); s-a căsătorit (civil) la Frankfurt (Germania) în 25 august 1971 și (religios) la Sigmaringen în 11 septembrie 1971 cu Edina Freijn von Kap-Herr (născută la 23 august 1938)[5][6]
3. Maria Margareta Anna Viktoria Luise Josephine Mathilde Theresia vom Kinde Jesu Prinzessin von Hohenzollern-Emden: s-a născut în 2 ianuarie 1928 la Sigmaringen (Baden-Württemberg, Germania) și a murit în 4 august 2006 la Hechingen (Baden-Württemberg, Germania); s-a căsătorit (civil) la Hechingen în 18 decembrie 1965 și (religios) la Castelul Hohenzollern din Hechingen în 18 decembrie 1965 cu ducele Carl Gregor din Mecklenburg, al doilea fiu al ducelui George de Mecklenburg, șeful Casei de Mecklenburg-Strelitz[5][6]
4. Emanuel Joseph Maria Wilhelm Ferdinand Burkhard Prinz von Hohenzollern-Emden: s-a născut la München (Bavaria, Germania) în 23 februarie 1929 și a murit la Hechingen (Baden-Württemberg, Germania) în 8 februarie 1999; s-a căsătorit (civil și religios) la Castelul Hohenzollern în 25 mai 1968 cu Katharina Feodora Adelheid Sabine Sophie Felicitas Sieglinde, prințesă de Saxe-Weimar-Eisenach (născută la 30 noiembrie 1943), nepoată a lui William Ernest, ultimul mare duce de Saxa-Weimar- Eisenach; au divorțat în 1985[5][6]

Franz Joseph a trăit împreună cu familia la Villa Eugenia din Hechingen. El a murit în 3 aprilie 1964 la Tübingen, Baden-Württemberg. El și soția lui au fost înmormântați în Erlöserkirche din Sigmaringen.

## Legături externe
- Opere de sau despre Franz Joseph, Prinț de Hohenzollern-Emden la Internet Archive